# 原犬屬
原犬屬是已滅絕的大型犬科，為棲息於更新世晚期（78萬1千年 - 1萬2千年前）南美洲及北美洲的特有種。

## 描述
依據其齒式判斷，原犬屬於超級食肉動物，以中小型的草食動物為食，而化石上的咬痕化石显示其也会捕食雕兽属。從發現於巴西聖維多利亞-杜帕爾馬的臼齒化石推測，該原犬個體的體重大約於25和37（55和82英磅）。

## 分類學
原犬屬於1855年由吉貝爾（Giebel）命名並於1988年由卡羅爾（Carroll）分類至犬科。原犬属于犬亚科犬族食蟹狐亚族，其现代近亲可能是薮犬。

## 化石分布地
原犬屬的化石發現於玻利維亞、阿根廷、厄瓜多、烏拉圭、委內瑞拉以及巴西。
在墨西哥白色洞穴黑洞（Hoyo Negro）坑中所發現的犬科物種化石，最早被認為是一種郊狼，但在2019年由舒伯特（Schubert）等人重新辨認為為是原犬（Protocyon troglodytes），這代表著原犬屬的分布不僅僅是南美洲，更擴及到了北美洲南部。